# Elektronspinresonantie

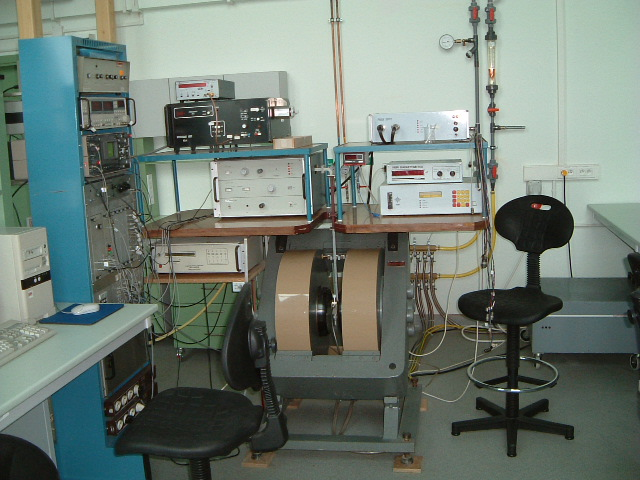
ESR-spectrometer

Elektronspinresonantie (ESR) of elektron paramagnetische resonantie (EPR) is een spectroscopische techniek waarmee men meestal ongepaarde elektronen in een stof kan aantonen en onderzoeken. Dit betekent dat er ionen met ongepaarde elektronen in een vaste stof aanwezig moeten zijn of dat men radicalen onderzoekt (vaak in de gasfase). De ionen die een rol spelen zijn vaak ionen van overgangsmetalen of zeldzame aarden. Stoffen met gesloten schillen, dus zonder ongepaarde elektronen, zijn moeilijk te detecteren. De techniek maakt gebruik van de eigenschappen van de elektronspin en is aan het eind van de Tweede Wereldoorlog door Zavoiski (Kazan) ontdekt. Dit werd mede mogelijk gemaakt doordat de techniek om microgolven te produceren werd ontdekt.

## Principes
De basisgedachte achter de techniek is analoog aan die van kernspinresonantie (NMR), maar in de plaats van de spin van de atoomkern is het de elektronspin die wordt aangeslagen. Aangezien elektronen heel wat lichter zijn dan nucleonen zijn minder sterke magnetische velden en zijn hogere frequenties nodig vergeleken met NMR. Voor een magnetisch veld van 0,3 tesla heeft men spinresonantie bij ongeveer 10 GHz (microgolven).
Als een atoom of ion ongepaarde elektronen heeft bezit het een magnetisch moment. In een magneetveld zorgt dit voor zeemanopsplitsing van de energieniveaus. Bij instraling van elektromagnetische straling van een welbepaalde frequentie zal de straling worden geabsorbeerd, dit noemt men resonantie. Door meting van deze absorptie kan men heel wat te weten komen over wat er in de onderzochte stof zit.
In een ESR-meting plaatst men de stof in een trilholte (cavity) die de resonantiefrequentie heeft van de ingestraalde microgolven. Dan legt men een magnetisch veld aan dat geleidelijk aan groter wordt. De niveauopsplitsing van de betreffend stof wordt hierdoor groter en op een gegeven ogenblik is de opsplitsing precies gelijk aan de frequentie van de gebruikte microgolfstraling. Hierbij zullen de paramagnetische atomen of ionen in het materiaal de straling absorberen, hetgeen kan worden gedetecteerd.
Aangezien radicalen zeer reactief zijn, komen ze gewoonlijk niet in hoge concentraties voor in biologische omgeving. Met behulp van speciaal ontworpen niet-reactieve moleculen met radicalen die zich op specifieke plaatsen in een cel plaatsen, is het mogelijk informatie te verkrijgen over de omgeving van deze "spinprobe".
Om sommige subtiele details van bepaalde systemen te detecteren, is ESR met hoog veld en hoge frequentie nodig. Gewone ESR is betaalbaar voor een gemiddeld academisch laboratorium, terwijl er slechts weinig wetenschappelijke centra in de wereld hoog veld en hoge frequentie bezitten. Dit zijn onder andere het Institut Laue-Langevin in het Franse Grenoble en een laboratium in Tallahassee, VS.

## Nut
ESR wordt in de vastestoffysica gebruikt voor identificatie of kwantificatie van radicalen (moleculen met ongepaarde elektronen), in chemie om bijvoorbeeld reactiewegen te identificeren alsook in biologie en geneeskunde waar onder andere eiwitten met zogenaamde spinprobes gelabeld worden om zodoende informatie over de structuur en dynamiek te verkrijgen. ESR was de techniek die Nobelprijwinnaar Alex K. Muller gebruikte voor zijn ontdekking van de hogetemperatuursupergeleiders. Zijn onderzoek betrof vooral strontiumtitanaat (SrTiO3), bariumtitanaat (BaTiO3) en lanthaanaluminaat (LaAlO3), zogenaamde perovskieten.